# First Squad: The Moment of Truth
First Squad: The Moment of Truth (japonès: ファーストスクワッド Fāsuto sukuwaddo, rus: Пе́рвый отря́д, translit. Pervi otriad) és un projecte d'animació conjunt de Studio 4°C del Japó i Molot Entertainment de Rússia. Va guanyar el premi del diari Kommersant.

## Argument
Ambientada durant els primers dies de la Segona Guerra Mundial al Front Oriental (tardor i hivern de 1941/1942). El seu repartiment principal és un grup d'adolescents de la Unió Soviètica amb habilitats extraordinàries; els adolescents han estat seleccionats per formar una unitat especial per lluitar contra la Wehrmach invasora. S'hi oposa un oficial de la Schutzstaffel (SS) que intenta aixecar d'entre els morts un exèrcit sobrenatural de croats de l'Orde de la Sagrada Creu del segle XII (és a dir, Cavallers Teutònics) i reclutar-los en la causa nazi.
La majoria de la tripulació adolescent mor, excepte la protagonista Nadya. La porten a un laboratori secret soviètic que estudia els fenòmens sobrenaturals, especialment els contactes amb els morts. La tasca de la Nadya és submergir-se al món dels morts per reconèixer-los. Allà, a la vall ombrívola, es troba amb els seus amics morts i els convenç de continuar lluitant.

## Repartiment de veu
| Personatge      | Actor de veu rus   | Actor de veu anglès  |
| --------------- | ------------------ | -------------------- |
| Nadya           | Elena Chebaturkina | Cassandra Lee Morris |
| Leo             | Michael Tikhonov   | Joey Morris          |
| Zena            | Ludmila Shuvalova  | Carrie Keranen       |
| Marat           | Damir Eldarov      | Tony Oliver          |
| Valya           | Irina Savina       | Bryce Papenbrook     |
| General Below   | Aleksandr Gruzdev  | Michael McConnohie   |
| Baron Von Wolff | Sergei Aisman      | Phineas              |

## Videoclip de Ligalize
La vigília del 9 de maig de 2005 es va publicar un videoclip, basat en la cançó "Наша с тобой победа" ("La nostra victòria") de l'artista de rap rus Ligalize. El clip va ser dirigit per Daisuke Nakayama, produït per Aljoixa Klimov i Mixa Xprits i va representar una lluita èpica entre Pioners soviètics i els soldats nazis, amb el bàndol alemany en possessió del meca i diversos soldats sobrenaturals. Entre les ubicacions destacades hi ha el Palau dels Soviets i l'Estació de metro Maiakovskaia, Moscou.

## Producció
El 2007, es va anunciar que una pel·lícula titulada First Squad: The Moment of Truth estava en producció. La pel·lícula està produïda per Studio 4°C i el recentment creat per a aquest propòsit estudi Molot Entertainment, distribuït per Amedia. Dirigida pel director i animador de Studio 4°C Yoshiharu Ashino, coescrit i produït per Aljoixa Klimov, Mixa Xprits, amb Eiko Tanaka, amb el desenvolupament del personatge per Hirofumi Nakata, i música del músic japonès DJ Krush. La pel·lícula s'ha projectat al Festival de Cinema de Canes, Festival Internacional de Cinema de Locarno, Fantasporto i FanTasia. El 8 de juny de 2010, Anchor Bay Entertainment va anunciar que distribuiria la pel·lícula als Estats Units a través de Manga Entertainment i XYZ Films amb seu a Los Angeles.